# Ana Birchall
Ana Birchall, nata Ana Călin (Mizil, 30 agosto 1973), è una politica e avvocato rumena, membro del Partito Social Democratico, Vice primo ministro per l'attuazione dei partenariati strategici nel Governo Dăncilă, e, dal 2012, parlamentare del PSD per il distretto di Vaslui. Durante il governo di Victor Ponta, nell'aprile 2014, Ana Birchall è stata Alto rappresentante del primo ministro per gli affari europei e la partnership con gli Stati Uniti. A partire dal 2005 è docente presso l'Università cristiana Dimitrie Cantemir, titolare del corso di procedura di insolvenza. Dal 4 gennaio 2017 fino al giugno dello stesso anno ha ricoperto l'incarico da ministro delegato per gli affari europei del Governo Grindeanu, mentre tra il 9 e il 23 febbraio 2017 ha assunto la carica ad interim di ministro della Giustizia, dopo le dimissioni di Florin Iordache scaturite dalle proteste generate dal varo di un'ordinanza d'urgenza per la depenalizzazione di alcuni reati di corruzione.
Nel PSD Ana Birchall è presidente del Forum Social Progressista e, dal giugno 2016, vice segretario generale per le relazioni internazionali del partito.

## Biografia

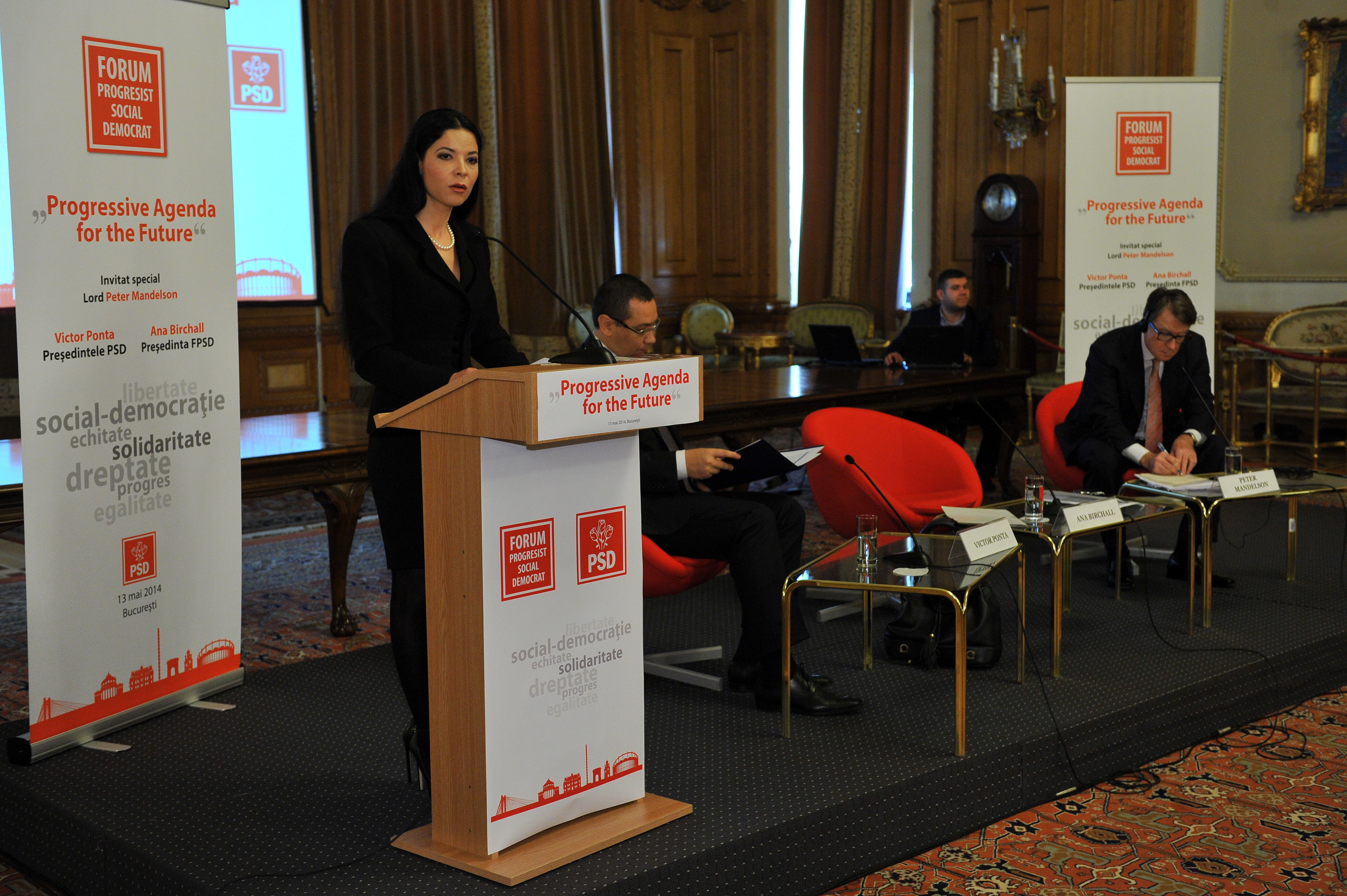
Ana Birchall al Forum Progressista Social Democratico nel 2014

Laureatasi in giurisprudenza all'Università di Bucarest nel 1996, ha studiato successivamente alla Yale Law School (facoltà di giurisprudenza della Yale University), ottenendo un master (2000) e un dottorato (2002). Prima di partire per gli Stati Uniti, tra il 2002 e il 2003 ha esercitato la professione di avvocato per lo studio legale White & Case. Dopo essere tornata in Romania, è stata consulente del Ministro degli affari esteri e della Commissione per gli affari esteri del Senato. Nel 2005 è diventata docente presso l'ateneo privato dell'Università cristiana Dimitrie Cantemir, occupandosi anche di pratica legale presso lo studio WEConnect International e l'organizzazione Vital Voices.
Politicamente attiva all'interno del Partito Social Democratico, ha ricoperto varie funzioni nelle strutture di partito. nel 2012 è stata consulente per la politica estera del PSD e, nel 2016, è stata vice segretario generale del PSD responsabile delle relazioni internazionali. Nel 2012 è stata consigliere del primo ministro Victor Ponta. Nello stesso anno è stata eletta alla Camera dei deputati nel distretto di Vaslui, posizione che ha mantenuto anche nelle elezioni del 2016.
Nel gennaio 2017 ha assunto l'incarico di ministro delegato per gli affari europei nel governo di Sorin Grindeanu. Ha ricoperto la funzione fino alla fine del mandato nel giugno 2017. Nel gennaio 2018 è diventata vice-premier e ministro responsabile per la cooperazione internazionale e l'attuazione dei partenariati strategici nel governo di Viorica Dăncilă.
Nell'aprile 2019 divenne ministro della giustizia ad interim, per poi essere confermata titolare nel mese di giugno.
Il 12 novembre 2019 è stata espulsa dal PSD per le sue posizioni contrarie all'agenda di governo in tema di giustizia
Nel 2024 si è candidata alla presidenza della Romania, conseguendo lo 0,46% dei voti.

## Vita privata
Dal 1998 Ana Birchall è sposata con l'uomo d'affari britannico Martyn Birchall. Hanno un figlio, Andrew, nato nel 2001, e vivono a Bucarest.